# Lumaconi
Les lumaconi sont des pâtes originaires de Gragnano (Naples, Campanie). Leur nom signifie « grand lumache ».
Elles se mangent surtout farcies.